# Mali Slatnik
Mali Slatnik je naselje u slovenskoj Općini Novom Mestu. Mali Slatnik se nalazi u pokrajini Dolenjskoj i statističkoj regiji Jugoistočnoj Sloveniji. 

## Stanovništvo
Prema popisu stanovništva iz 2002. godine naselje je imalo 0 stanovnika.